# Páty
Páty (vyslovováno [páť], německy Bath) je obec v Maďarsku v župě Pest, spadající pod okres Budakeszi. Nachází se asi 8 km západně od Budapešti. V roce 2015 zde žilo 7 075 obyvatel. Dle údajů z roku 2011 tvoří 89,6 % obyvatelstva Maďaři, 2,3 % Němci, 2 % Romové, 0,4 % Rumuni, 0,2 % Poláci a 0,2 % Slováci.

## Geografie

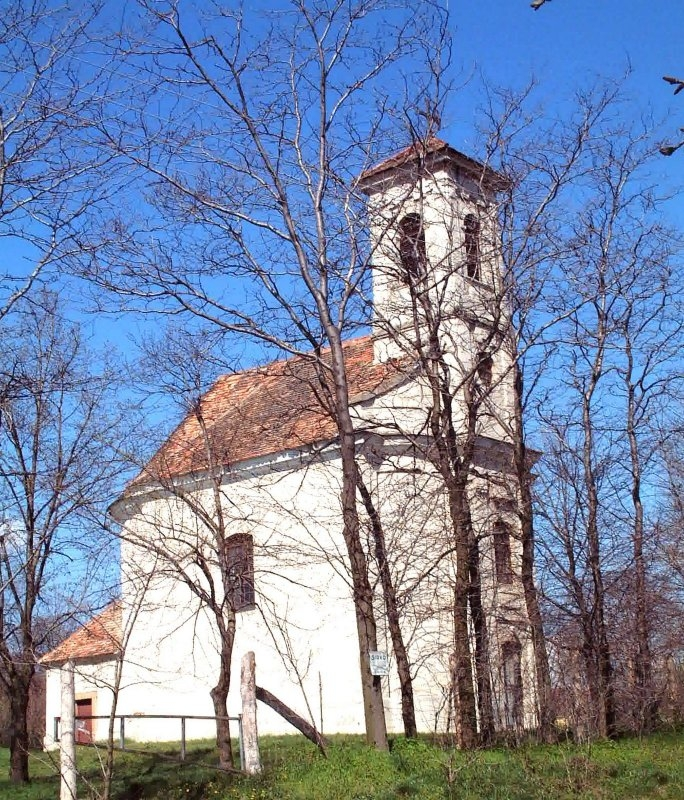
Kostel sv. Emericha

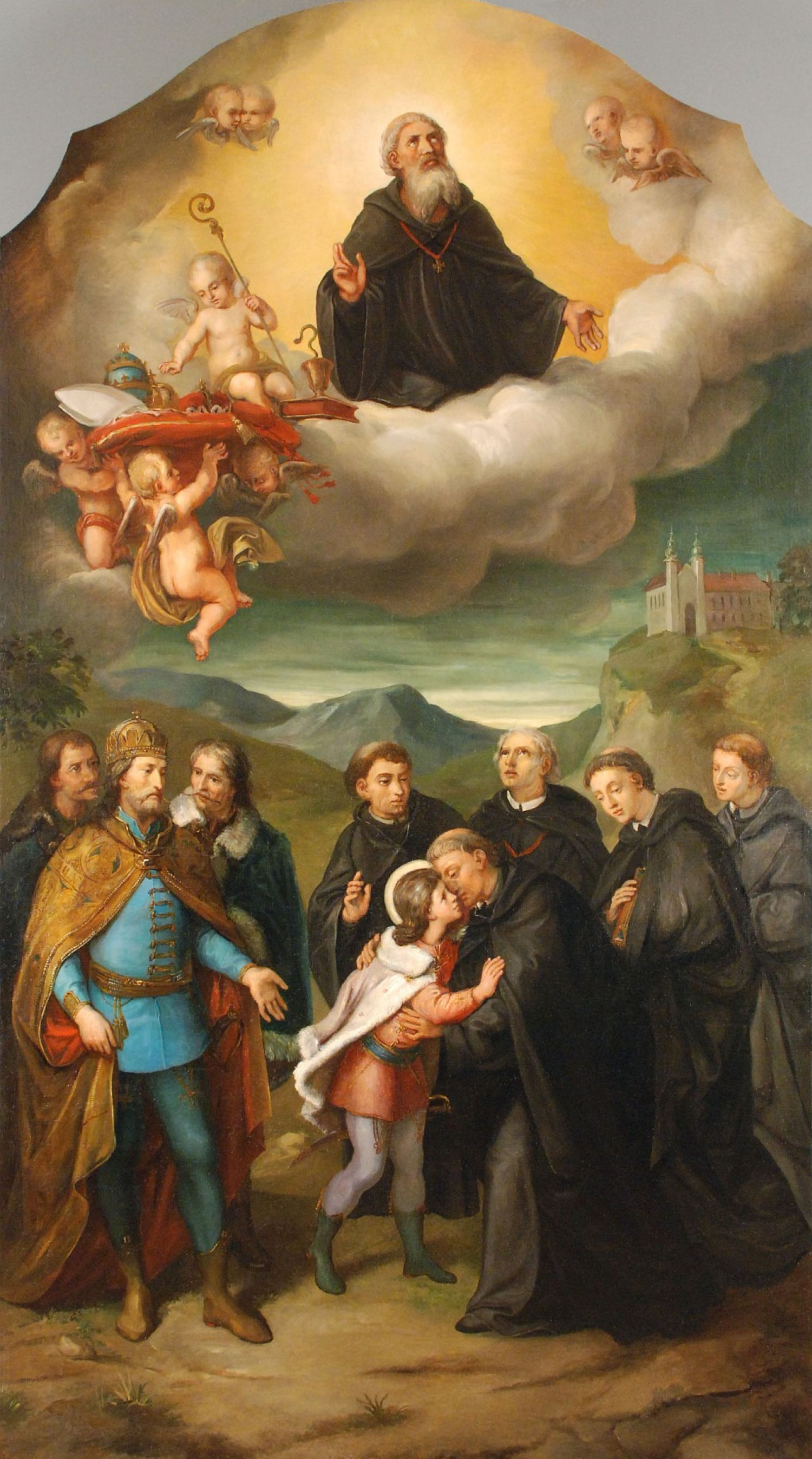
Sv. Emerich předán na výchovu benediktinům

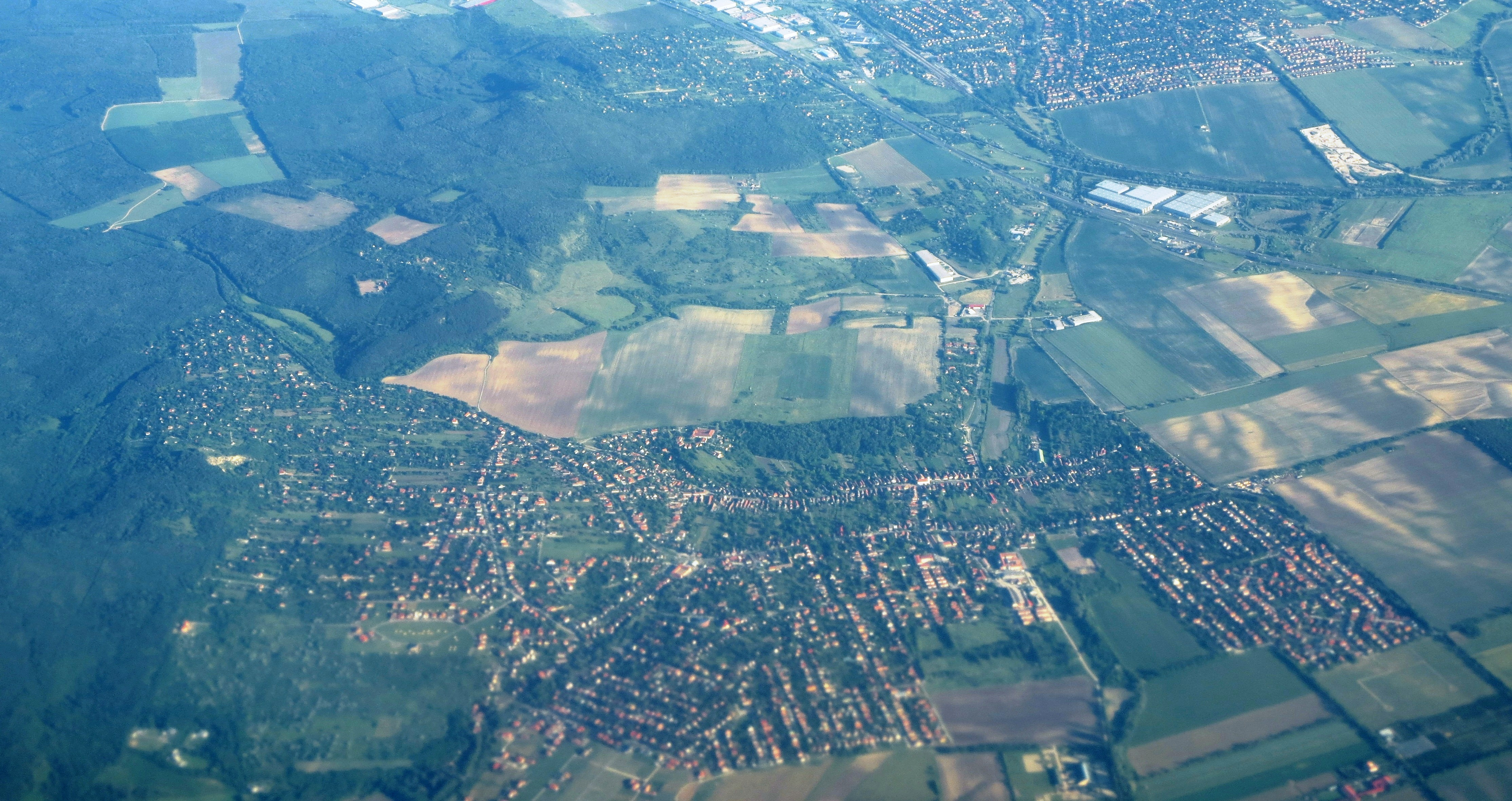
Letecký pohled na Páty (dole) a blízké město Biatorbágy (nahoře)

Sousedními obcemi jsou města Biatorbágy, Budakeszi, Zsámbék a obec Telki. Blízko obce prochází dálnice M1.

## Historie
Obec byla osídlena od pravěku, ze starověku se dochovaly římské kameny s nápisy, které naznačují, že obyvatelé římského tábora Acquincum objevili léčivý účinek termálního pramene Főkút. U léčivého pramene byly postaveny lázně a osada vzkvétala. Název obce je slovenský, poprvé byl uveden v darovací listině z roku 1286, vystavené pátou neděli po neděli květnové (12. května). Po bitvě u Moháče v roce 1526 se Páty dostaly pod tureckou nadvládu, ale na rozdíl od většiny okolních osad zůstala její populace víceméně zachována. Stejně tak se z větší části dochovala historická architektura centra obce v ulici po obou stranách katolického kostela. K dosavadnímu katolickému kostelu přibyl v době reformace druhý kostel evangelický.

## Památky
- Římskokatolický Kostel sv. Emericha – původně středověká jednolodní stavba hřbitovního kostela, zpustošená osmanskými Turky, byla přestavěna kolem poloviny 18. století a vybavena v 19. století.
- Oltářní obraz: Svatý Štěpán předává malého Emericha do výchovy sv. Gellértovi a benediktinům do kláštera v Pannonhalmě z roku 1875 od Károla Jakobeye byl z kostela po roce 1956 předán do Regionálního muzea v Székesféherváru, kde je dosud.
- Evangelický kostel
- Zámeček (Kaštiel) rodiny Várady
- Rozhledna
- Ulička vinných sklípků

## Současnost
V současné době je obec známa pěstováním vína a uličkou starobylých vinných sklípků, vestavěných na vrchu.